# Tecnam P2006T
Die Tecnam P2006T ist ein zweimotoriges, viersitziges Leichtflugzeug des italienischen Flugzeugherstellers S.R.L. Costruzioni Aeronautiche Tecnam, das vom Designer Luigi Pascale entworfen wurde.

## Geschichte

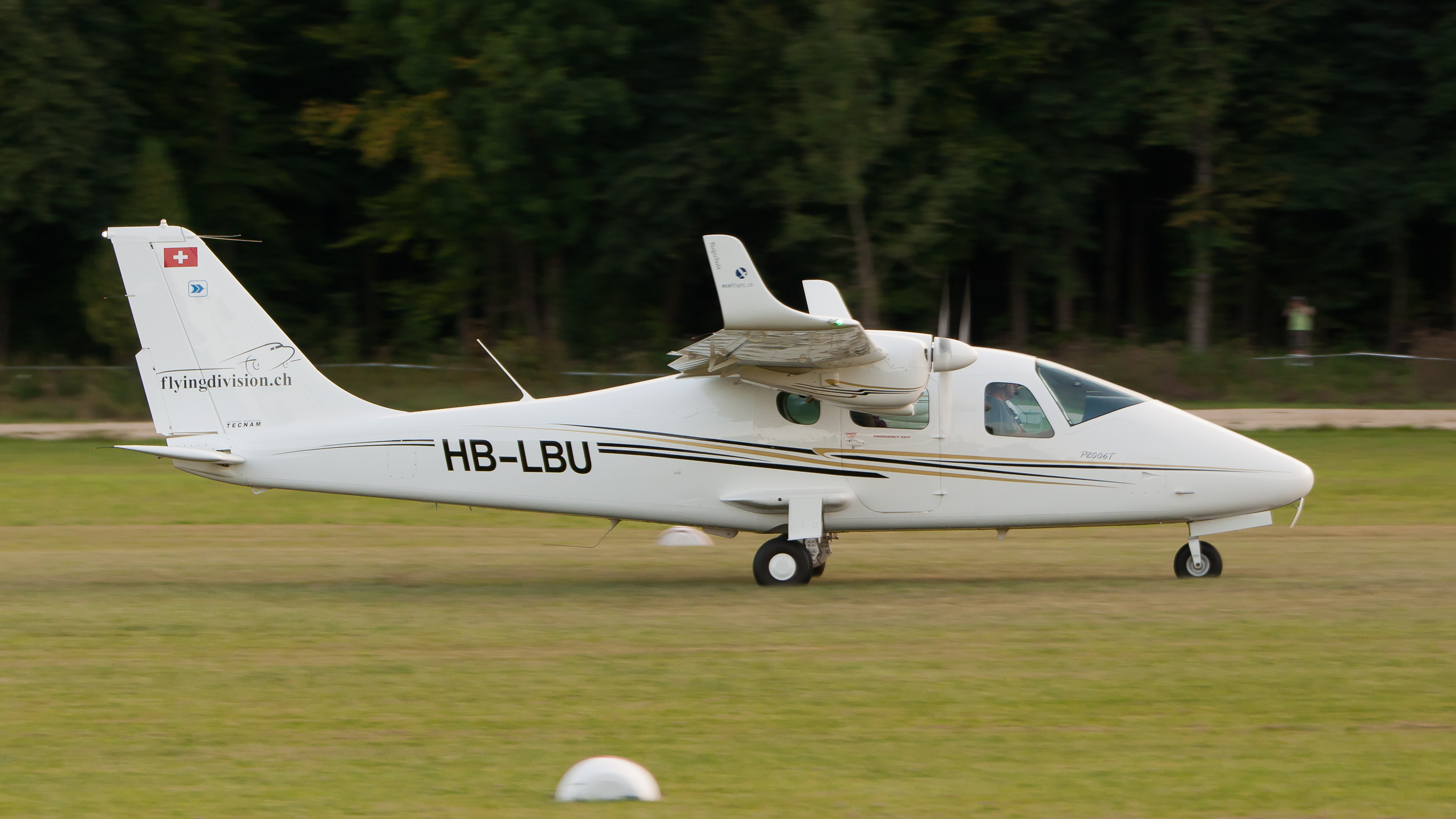
P2006T beim Start auf dem Flugplatz Hahnweide.

Seit 2007 ist der zweimotorige Schulterdecker mit Einziehfahrwerk, Zweiblatt-Verstellpropeller (Hoffman HO-V352) mit 1,78 m Durchmesser und optionalem IFR-Glascockpit (Garmin G950) und FAA-Zertifizierung erhältlich. Der Erstflug des ersten Prototyps erfolgte am 13. September 2007, der des zweiten mit analogen Instrumenten folgte am 9. Juni 2008. Die EASA-Zulassung des mit zwei Rotax-912-Motoren und zwei 100-Liter-Tanks in den Tragflächen ausgestatteten Flugzeugs erfolgte am 25. Mai 2009. Durch extremen Leichtbau der in großen Teilen aus Aluminiumlegierungen gebauten Maschine sollen die Leistung und insbesondere der Preis (etwa 500.000 US-Dollar) von einmotorigen Viersitzern erreicht werden. Die Tragflächen sind mit Winglets ausgerüstet und besitzen ein NACA-63A-Profil mit laminarer Strömung. Bis zur Mitte des Jahres 2009 lagen bereits über 100 Bestellungen für das Flugzeug vor.
Am 21. Dezember 2016 wurde bekannt, dass die Luftstreitkräfte der Dominikanischen Republik die ersten militärischen Nutzer der P2006T sein werden. Die Maschinen werden zur Überwachung des Luftraumes über dem Meer eingesetzt und sind, dem Einsatzvorhaben entsprechend, mit spezieller Überwachungstechnik ausgestattet, die von den USA geliefert wurde.

## Zwischenfälle
Am 2. September 2010 stürzte eine Tecnam P2006T bei einem Durchstartmanöver auf den Flugplatz Hirschbach bei Freistadt (ICAO: LOLF) in Oberösterreich ab. Ein Flugschüler und der Fluglehrer kamen ums Leben.
Am 11. März 2011 stürzte eine Tecnam P2006T bei einem Durchstartmanöver auf den Flugplatz Wasilkow UKKW in der Ukraine ab. Vier Insassen kamen ums Leben.
Am 18. November 2012 stürzte eine Tecnam P2006T beim Landeanflug auf den Flugplatz Biberach (ICAO: EDMB) ab. Der Pilot hatte vermutlich zuvor keine Sichtflugbedingungen mehr und kam beim Absturz ums Leben.
Am 19. Dezember 2016 stürzte eine Tecnam P2006T beim Landeanflug auf den Flughafen Heringsdorf (ICAO: EDAH) aufgrund marginaler Sichtverhältnisse ab. Der Pilot, einziger Insasse des Flugzeugs, kam beim Absturz ums Leben.

## Technische Daten
| Kenngröße             | Daten                                                   |
| --------------------- | ------------------------------------------------------- |
| Besatzung (min.)      | 1                                                       |
| Passagiere (max.)     | 3                                                       |
| Länge                 | 8,7 m                                                   |
| Spannweite            | 11,4 m                                                  |
| Höhe                  | 2,85 m                                                  |
| Flügelfläche          | 14,76 m²                                                |
| Flügelstreckung       | 8,8                                                     |
| Kabinengröße          | 1,22 × 3,35 m (Breite × Länge)                          |
| Nutzlast              | 420 kg                                                  |
| Leermasse             | 760 kg                                                  |
| Startmasse            | 1180 kg (*)                                             |
| Reisegeschwindigkeit  | 135 kts (250 km/h) (*)                                  |
| Höchstgeschwindigkeit | 167 kts (309 km/h) (*)                                  |
| Dienstgipfelhöhe      | 16.000 ft (4.880 m)                                     |
| Startstrecke          | 235 m                                                   |
| Landestrecke          | 190 m                                                   |
| Steigrate             | 6,9 m/s                                                 |
| Reichweite            | 742 NM (1374 km)                                        |
| Triebwerke            | 2 × Rotax 912 S3 mit je 73,5 kW (98,5 PS) Startleistung |

(*) mit Modifikationen sind andere Werte möglich.